# ニューヨーク市議会

ニューヨーク市議会の選挙区

ニューヨーク市議会（ニューヨークしぎかい、New York City Council）は、アメリカ合衆国ニューヨーク州ニューヨーク市の議会である。

## 概要
ニューヨーク市議会の定員は51名で、各選挙区から1名ずつ選出される。市議会の議場はニューヨーク市庁舎に置かれている。小選挙区制で任期は4年である。大統領選の翌年に市議会議員選挙が挙行される。
ニューヨーク市議会は強い市長議会政府として知られ、議会は市長のチェック機能として働く。議会の役割は、市の機関や職員の業績を監視すること、土地利用方法を決定すること、そしてその他諸々の条例を制定することである。市議会のみが、市の予算を承認することが許されている。各議員は、最大で連続二期まで勤めることができ、4年間以上議員から離れると、再び選出されると議員になることが可能となる。市議長は議題を設定し、議会の主宰を務める。議案は議長オフィスを通じて提出される。
ニューヨーク市議会は38の委員会を持ち、またニューヨーク市政府の様々な機能の監視を行う。各議員は少なくとも三つの常任または特別の小委員会に所属する。常任委員会は少なくとも1ヶ月に一度は会議を行う。市議長、多数党リーダーおよび少数党リーダーは全ての委員会の特別メンバーである。

## 給与
市議会議員は年給$112,500が基本給として受給される。これは2006年後半に$90,000から増額された。議員は他にも兼任する部局や委員会の役職からも追加給を受け取ることができる。

## 法律
ニューヨーク市憲章 (New York City Charter) はニューヨーク市議会を含むニューヨーク市政府の基本法である。ニューヨーク市行政法 (New York City Administrative Code) は、市議会により公布された法律の法典化であり、29編 (title) からなる。法令に則った市の部局によって公布される規制 (regulation) は71編 (title) のニューヨーク市規則 (Rules of the City of New York) に含まれている。
現地法 (local law) は州議会 (Legislature) によって制定された法律と同等の地位を持ち（一部例外および制約がある）、条例 (ordinance)、決議 (resolution)、規則 (rule)、および規制 (regulation) のようなより古い形態の自治体立法 (municipal legislation) よりも優先される。各地方政府はその法律を記述・公表する新聞を指定しなければならない。州務長官はニューヨーク州の法律 (Laws of New York)（州の法令集, "session laws"）の補足として現地法を公表する責任があるが、近年は実行されていない。ニューヨーク市の法律で重要なニューヨーク市憲章、ニューヨーク市行政法、およびニューヨーク市規則は、ニューヨーク市法律局 (New York City Law Department) の契約の元、New York Legal Publishing Corp. がオンラインにて公開している。

## 歴史
ニューヨーク市議会はニューアムステルダム時代の17世紀に設置され、1898年に現行の方式になった。18世紀および19世紀中は、Common CouncilそしてBoard of Aldermenと呼ばれていた。

## 歴代市議長
| - 1898–1901 en:Randolph Guggenheimer - 1902–1905 en:Charles V. Fornes - 1906–1909 Patrick McGowan - 1910–1912 en:John Purroy Mitchel - 1912–1913 en:Ardolph L. Kline - 1914–1916 en:George McAneny - 1917-1917 en:Frank L. Dowling (obituary) - 1918-1918 アル・スミス - 1919-1919 en:Robert L. Moran - 1920–1921 フィオレロ・ラガーディア - 1922–1924 en:Murray Hulbert - 1925-1925 en:William T. Collins - 1926–1933 en:Joseph V. McKee - 1934–1936 en:Bernard S. Deutsch (obituary) - 1937-1937 en:William F. Brunner | - 1938–1945 en:Newbold Morris - 1946–1949 en:Vincent R. Impellitteri - 1950-1950 en:Joseph T. Sharkey (obituary) - 1951–1953 en:Rudolph Halley - 1954–1961 en:Abe Stark - 1962–1965 en:Paul R. Screvane (obituary) - 1966–1968 en:Frank D. O'Connor - 1969-1969 en:Francis X. Smith - 1970–1973 en:Sanford Garelik - 1974–1977 en:Paul O'Dwyer - 1978–1985 en:Carol Bellamy - 1986–1993 en:Andrew Stein - 1994–2001 en:Mark J. Green - 2002–2005 en:Gifford Miller - 2006–2013 en:Christine Quinn - 2014–2017 en:Melissa Mark-Viverito - 2018-2021 en:Corey Johnson - 2022- en:Adrienne Adams |

## 常任委員会
- 高齢化に関する委員会
- 公民権および人権委員会
- 公務員労働委員会
- 消費者および労働者保護委員会
- 契約委員会
- 刑事司法委員会
- 文化・図書館・国際集団間関係委員会
- 経済開発委員会
- 教育委員会
- 環境保護委員会
- 財務委員会
- 消防・緊急管理委員会
- 一般福祉委員会
- 政府運営委員会
- 保健委員会
- 高等教育委員会
- 病院委員会
- 住宅・建築委員会
- 移民委員会
- 土地利用委員会
- 精神衛生、障害、依存症に関する委員会
- 監視・調査委員会
- 公園・レクリエーション委員会
- 公営住宅委員会
- 公衆安全委員会
- レジリエンスとウォーターフロントに関する委員会
- 規則、特権および選挙に関する委員会
- 衛生および固形廃棄物管理委員会
- 中小企業委員会
- 基準および倫理委員会
- 州および連邦立法委員会
- 技術委員会
- 運輸・インフラ委員会
- 退役軍人委員会
- 女性とジェンダー平等に関する委員会
- 青少年サービス委員会
- ツインパークス市火災予防タスクフォース

### 小委員会
- 高齢者センターと食糧不安に関する小委員会
- COVIDからの回復と回復力に関する小委員会
- ランドマーク、公共の場所、処分に関する小委員会
- ゾーニングおよびフランチャイズに関する小委員会

## 党内集会
- Black, Latino and Asian (BLA) Caucus
- Jewish Caucus
- LGBT Caucus
- Progressive Caucus
- Women's Caucus